# Paracrias cornutus
Paracrias cornutus is een vliesvleugelig insect uit de familie Eulophidae. De wetenschappelijke naam is voor het eerst geldig gepubliceerd in 2002 door Hansson.